# 협성중학교
협성중학교(協成中學校)는 대구광역시 남구 봉덕동에 있었던 사립 중학교이다.

## 학교 연혁
- 1955년 2월 28일 : 재단법인 자혜학원 설립인가, 이사장 신낙도 선생
- 1960년 2월 19일 : 협성중학교 개교, 초대 교장 신진욱 선생 취임
- 1960년 4월 10일 : 협성중학교 입학식
- 1962년 2월 10일 : 제1회 졸업식
- 1964년 11월 4일 : 주간부 21학급 야간부 3학급 인가
- 1976년 3월 1일 : 교사 이전 (현 봉덕동 교사)
- 2007년 3월 19일 : 도서관(청운관) 개관
- 2007년 7월 31일 : 소강당 개관
- 2016년 3월 1일 : 제23대 석우철 교장 취임
- 2017년 2월 10일 : 제56회 졸업식(졸업생 연인원 28,187명)
- 2018년 2월 28일 : 경복중학교와 협성경복중학교로 통합[1], 58년만에 폐교

## 참고 자료
- 협성중학교 - 한국교육학술정보원 학교알리미